# Vanleer
Vanleer es un pueblo ubicado en el condado de Dickson en el estado estadounidense de Tennessee. En el Censo de 2010 tenía una población de 395 habitantes y una densidad poblacional de 234,63 personas por km².

## Geografía
Vanleer se encuentra ubicado en las coordenadas 36°14′17″N 87°26′47″O / 36.23806, -87.44639. Según la Oficina del Censo de los Estados Unidos, Vanleer tiene una superficie total de 1.68 km², de la cual 1.68 km² corresponden a tierra firme y (0%) 0 km² es agua.

## Demografía
Según el censo de 2010, había 395 personas residiendo en Vanleer. La densidad de población era de 234,63 hab./km². De los 395 habitantes, Vanleer estaba compuesto por el 99.49% blancos, el 0% eran afroamericanos, el 0% eran amerindios, el 0% eran asiáticos, el 0% eran isleños del Pacífico, el 0% eran de otras razas y el 0.51% pertenecían a dos o más razas. Del total de la población el 0.51% eran hispanos o latinos de cualquier raza.